# Helvellaceae
Helvellaceae Fr., Systema mycologicum (Lundae) 2: 1 (1823).
(in figura: Gyromitra infula)
Helvellaceae è una famiglia di funghi ascomiceti appartenente all'ordine Pezizales.

Vi appartengono funghi epigei, con gambo sviluppato e cappello a forma di sella, cervello, ditale, e in alcuni casi, a coppa.

## Commestibilità delle specie
Trascurabile.

Molte le specie mediocri, non eduli, alcune specie velenose, anche mortali.

## Generi diHelvellaceae
Il genere tipo è Helvella L., altri generi inclusi sono:
- Balsamia
- Barssia
- Cidaris
- Gyromitra
- Picoa
- Acetabula